# 紛失
| ウィキペディアには「紛失」という見出しの百科事典記事はありません（タイトルに「紛失」を含むページの一覧/「紛失」で始まるページの一覧）。 代わりにウィクショナリーのページ「紛失」が役に立つかもしれません。 |